# 澤佳宏
澤 佳宏（さわ よしひろ、1967年10月24日 - ）は、地方競馬の大井競馬場所属の元騎手、現調教師である。最終所属は寺田新太郎厩舎。東京都出身、血液型O型。騎手時代の勝負服の柄は白、赤山形一文字。

## 騎手時代
1986年9月29日地方競馬騎手免許取得し、倉内賢厩舎から騎手デビュー。1986年10月17日大井競馬第2競走ヒロケンオーで初騎乗（12頭立て5着）。翌1987年2月15日大井競馬第5競走エタニテイグラスで初勝利（11頭立て）。
倉内賢調教師死去に伴い飯野文明厩舎へ所属変更。その後栗田裕光厩舎所属を経て、2005年5月31日付けで寺田新太郎厩舎へ所属変更した。
東京都騎手会会長、全日本騎手連盟会長を歴任したが調教師転身のため、2005年9月28日付けで騎手引退。
地方通算成績は4747戦384勝・2着402回・3着402回・勝率8.1%・連対率16.6%
ホワイトストーン産駒唯一の重賞勝ち馬アローウィナーや、厩舎を脱走し首都高速道路を走ったことで知られるスーパーオトメに騎乗したことで知られる。

## 調教師時代
2005年9月20日調教師試験に合格し、同年9月29日付けで調教師免許取得。
2006年2月16日付けで大井競馬場本場に厩舎開業。当初割当は10馬房。同年3月2日大井競馬第7競走C2十一組、C3一組条件戦に的場直之騎乗トミサトギャングが出走し、管理馬初出走（11頭立て7番人気6着）。同年6月9日大井競馬第4競走3歳条件戦を内田博幸騎乗2番人気ローランボンドで優勝し、開業18戦目で初勝利。
2009年4月20日厩舎で飼料に禁止薬物が混入した疑いがあったため出走を取りやめるなどしたが、検査の結果禁止薬物は検出されなかった。
地方通算成績は626戦62勝・2着51回・3着43回・勝率9.9%・連対率18.1%（2009年8月27日現在）

## 主な騎乗馬
- アローウイナー（2000年東京王冠賞南関東G1）
- スーパーオトメ（南関東1勝）